# Canton d'Homécourt
Le canton de Homécourt est une ancienne division administrative française qui était située dans le département de Meurthe-et-Moselle et la région Lorraine.

## Géographie
Ce canton est organisé autour de Homécourt dans l'arrondissement de Briey. Son altitude varie de 175 m (Homécourt) à 328 m (Saint-Ail) pour une altitude moyenne de 222 m.

## Histoire
Le canton d'Homécourt a été créé en 1973 par subdivision du canton de Briey (décret du 2 août 1973).

## Administration
| Période | Période | Identité            | Étiquette | Qualité |
| ------- | ------- | ------------------- | --------- | --- |
| 1973    | 1985    | Yolande Bertrand    | PCF       | Sténodactylo Maire d'Auboué (1983-1989) |
| 1985    | 2015    | Jean-Pierre Minella | PCF       | Ancien dirigeant de la fédération CGT des mineurs Maire d'Homécourt (1987-2020) Président de la Communauté de Communes du Pays de l'Orne Vice-Président du Conseil Général Elu en 2015 dans le Canton de Jarny |

## Composition
Le canton de Homécourt groupe 9 communes et compte 17 122 habitants (recensement de 1999 sans doubles comptes).
| Communes   | Population (2012) | Code postal | Code Insee |
| ---------- | ----------------- | ----------- | ---------- |
| Auboué     | 2 807             | 54580       | 54028      |
| Batilly    | 1 130             | 54980       | 54051      |
| Hatrize    | 684               | 54800       | 54253      |
| Homécourt  | 6 817             | 54310       | 54263      |
| Jouaville  | 260               | 54800       | 54283      |
| Moineville | 877               | 54580       | 54371      |
| Moutiers   | 1 923             | 54660       | 54391      |
| Saint-Ail  | 328               | 54580       | 54469      |
| Valleroy   | 2 296             | 54910       | 54542      |

## Démographie
| 1962   | 1968   | 1975   | 1982   | 1990   | 1999   | 2009   |
| ------ | ------ | ------ | ------ | ------ | ------ | ------ |
| 22 676 | 23 573 | 21 760 | 19 368 | 17 900 | 17 122 | 17 174 |